# Westlife
Westlife je irská popová skupina, jeden z nejznámějších boybandů.
Skupina vznikla 3. července 1998. Byla objevena Louisem Walshem (který byl manažerem i dalšího boybandu Boyzone), patřila pod ochranná křídla producenta Simona Cowella. Vydala celkem devět alb, včetně jedné kompilace a dvou cover desek. Skupina ukončila svou činnost v roce 2012, ale v roce 2018 ji opět obnovila. Jejich nejznámější hit je „Mandy“ a „Flying without wings“.
Westlife obdrželi i ocenění pro Nejlepšího irského pop umělce ve veřejném hlasování při udílení výročních cen Meteor Awards a tuto cenu dostali nepřetržitě osm let za sebou. Jsou také jediným umělcem, který čtyřikrát za sebou obdržel ocenění Nahrávka roku ve Velké Británii.

## Diskografie

### Alba
- Westlife (1999)
- Coast to Coast (2000)
- World of Our Own (2001)
- Unbreakable - The Greatest Hits Vol. 1 (2002)
- Turnaround (2003)
- Allow Us to Be Frank (2004)
- Face to Face (2005)
- The Love Album (2006)
- Back Home (2007)
- Where We Are (2009)
- Gravity (2010)

V roce 2019 vydala skupina 2 nové songy s názvy „Hello My Love“ a „Better Man“.